# Guadalupe Nuevo Centro
Guadalupe Nuevo Centro är en ort i Mexiko.   Den ligger i kommunen Santa María Zacatepec och delstaten Oaxaca, i den sydöstra delen av landet, 300 km söder om huvudstaden Mexico City. Guadalupe Nuevo Centro ligger 1 173 meter över havet och antalet invånare är 532.
Terrängen runt Guadalupe Nuevo Centro är lite bergig. Runt Guadalupe Nuevo Centro är det ganska glesbefolkat, med 27 invånare per kvadratkilometer. Närmaste större samhälle är Santa María Zacatepec, 10,1 km väster om Guadalupe Nuevo Centro. I omgivningarna runt Guadalupe Nuevo Centro växer i huvudsak städsegrön lövskog.